# Чхе Кйон І
Чхе Кйон І (кор. 채경이, нар. 2 жовтня 1980) — колишня південнокорейська тенісистка.
Найвищу одиночну позицію світового рейтингу — 269 місце досягла 21 травня 2001, парну — 211 місце — 27 вересня 1999 року.
Здобула 5 одиночних та 8 парних титулів туру ITF.

## Фінали ITF
| Легенда         |
| --------------- |
| турніри $50,000 |
| турніри $25,000 |
| турніри $10,000 |

### Одиночний розряд: 13 (5–8)
| Результат | Ранг | Дата              | Турнір                        | Покриття | Суперниця          | Рахунок                    |
| --------- | ---- | ----------------- | ----------------------------- | -------- | ------------------ | -------------------------- |
| Перемога  | 1.   | 27 лютого 2000    | ITF Джакарта, Індонезія       | Тверде   | Чхой Йон Ча        | 1–6, 6–3, 6–1              |
| Поразка   | 2.   | 16 липня 2000     | ITF Джакарта, Індонезія       | Тверде   | Choi Jin-young     | w/o                        |
| Перемога  | 3.   | 23 липня 2000     | ITF Джакарта, Індонезія       | Тверде   | Сатіе Умехара      | 6–0, 6–0                   |
| Перемога  | 4.   | 5 листопада 2000  | ITF Джакарта, Індонезія       | Тверде   | Романа Теджакусума | 5–4(5), 4–1, 1–4, 4–1      |
| Поразка   | 5.   | 12 листопада 2000 | ITF Бандунґ, Індонезія        | Тверде   | Романа Теджакусума | 4–2, 3–5, 2–4, 5–4(4), 1–4 |
| Поразка   | 6.   | 20 листопада 2000 | ITF Маніла, Філіппіни         | Ґрунт    | Алісія Ортуньйо    | 3–5, 2–4                   |
| Поразка   | 7.   | 21 липня 2002     | ITF Сеул, Південна Корея      | Тверде   | Чан Кйон Мі        | 6–4, 3–6, 1–6              |
| Поразка   | 8.   | 1 вересня 2007    | ITF Нью-Делі, Індія           | Тверде   | Тара Ієр           | 5–7, 2–6                   |
| Перемога  | 9.   | 13 липня 2008     | ITF Токіо, Японія             | Килим    | Міядзакі Юмі       | 6–3, 1–6, 6–3              |
| Поразка   | 10.  | 20 липня 2008     | ITF Міядзакі, Японія          | Килим    | Кіміко Дате        | 3–6, 2–6                   |
| Поразка   | 11.  | 31 серпня 2008    | ITF Кімхе, Південна Корея     | Тверде   | Лі Чін А           | 4–6, 1–6                   |
| Перемога  | 12.  | 13 вересня 2008   | ITF Go Yang, Південна Корея   | Тверде   | Лі Чін А           | 6–4, 6–4                   |
| Поразка   | 13.  | 29 березня 2009   | ITF Веллінгтон, Нова Зеландія | Тверде   | Kim So-jung        | 6–4, 3–6, 5–7              |

### Парний розряд: 29 (8–21)
| Результат | Ранг | Дата              | Турнір                        | Покриття | Партнерка           | Суперниці                             | Рахунок                 |
| --------- | ---- | ----------------- | ----------------------------- | -------- | ------------------- | ------------------------------------- | ----------------------- |
| Поразка   | 1.   | 18 квітня 1999    | ITF Джакарта, Індонезія       | Тверде   | Вукірасіх Савондарі | Ліза Андріяні Іраваті Іскандар        | 4–6, 4–6                |
| Перемога  | 2.   | 2 травня 1999     | ITF Ґіфу, Японія              | Килим    | Чо Юн Чон           | Хісамацу Сіхо Нана Міяґі              | 6–2, 4–6, 6–2           |
| Поразка   | 3.   | 6 червня 1999     | ITF Літл-Рок, США             | Тверде   | Chang Kyung-mi      | Окамото Сейко Таґуті Кейко            | 5–7, 2–6                |
| Поразка   | 4.   | 4 липня 1999      | ITF Спрингфілд, США           | Тверде   | Дженніфер Гопкінс   | Мішелл Дассо Дженніфер Голл           | 6–7, 1–6                |
| Поразка   | 5.   | 6 березня 2000    | ITF Хайкоу, КНР               | Тверде   | Такемура Рьоко      | Грета Арн Жулі Пуллен                 | 5–7, 4–6                |
| Поразка   | 6.   | 26 березня 2000   | ITF Нанкін, КНР               | Тверде   | Такемура Рьоко      | Лі На Лі Тін                          | 6–7(4), 1–6             |
| Перемога  | 7.   | 11 червня 2000    | ITF Інчхон, Південна Корея    | Тверде   | Chang Kyung-mi      | Chung Yang-jin Lee Eun-jeong          | 6–3, 4–6, 7–5           |
| Поразка   | 8.   | 18 червня 2000    | ITF Сеул, Південна Корея      | Тверде   | Chang Kyung-mi      | Чхой Йон Ча Kim Eun-sook              | 0–6, 0–6                |
| Поразка   | 9.   | 16 липня 2000     | ITF Джакарта, Індонезія       | Тверде   | Чон Мі Ра           | Іраваті Іскандар Вукірасіх Савондарі  | w/o                     |
| Перемога  | 10.  | 13 серпня 2000    | ITF Нонтхабурі, Таїланд       | Тверде   | Чон Мі Ра           | Чхой Йон Ча Kim Eun-sook              | 6–3, 6–2                |
| Поразка   | 11.  | 20 серпня 2000    | ITF Нонтхабурі, Таїланд       | Тверде   | Чон Мі Ра           | Чхой Йон Ча Kim Eun-sook              | 6–1, 1–6, 1–6           |
| Поразка   | 12.  | 3 вересня 2000    | ITF Куґаяма, Японія           | Тверде   | Chang Kyung-mi      | Чжень Юань Тонґ Ка-по                 | 3–6, 1–6                |
| Поразка   | 13.  | 10 вересня 2000   | ITF Ібаракі, Японія           | Тверде   | Chang Kyung-mi      | Хісамацу Сіхо Чон Мі Ра               | 3–6, 3–6                |
| Поразка   | 14.  | 24 вересня 2000   | ITF Кіото, Японія             | Тверде   | Chang Kyung-mi      | Хісамацу Сіхо Чон Мі Ра               | 6–7(4), 5–7             |
| Поразка   | 15.  | 5 листопада 2000  | ITF Джакарта, Індонезія       | Тверде   | Kim Jin-hee         | Ліза Андріяні Анжелік Віджайя         | 4–2, 3–5, 2–4, 4–0, 0–4 |
| Перемога  | 16.  | 19 листопада 2000 | ITF Маніла, Філіппіни         | Ґрунт    | Kim Jin-hee         | Катеріне Турінскі Андреа ван ден Гурк | 4–2, 4–2, 4–0           |
| Поразка   | 17.  | 18 березня 2001   | ITF Kao-Hsiung, Тайвань       | Тверде   | Kim Jin-hee         | Деа Сумантрі Анжелік Віджайя          | 3–6, 2–6                |
| Поразка   | 18.  | 12 серпня 2001    | ITF Бангкок, Таїланд          | Тверде   | Kim Jin-hee         | Чжань Цзіньвей Сє Шувей               | 1–6, 3–6                |
| Поразка   | 19.  | 19 серпня 2001    | ITF Бангкок, Таїланд          | Тверде   | Kim Jin-hee         | Романа Теджакусума Анжелік Віджайя    | 6–4, 3–6, 5–7           |
| Поразка   | 20.  | 21 липня 2002     | ITF Сеул, Південна Корея      | Тверде   | Chang Kyung-mi      | Макі Арай Окамото Сейко               | 3–6, 7–5, 4–6           |
| Перемога  | 21.  | 17 липня 2005     | ITF Соґвіпхо, Південна Корея  | Тверде   | Ю Мі                | Chang Kyung-mi Кім Мі Ок              | 6–2, 6–1                |
| Поразка   | 22.  | 27 жовтня 2007    | ITF Хамамацу, Японія          | Килим    | Міцуко Ісе          | Лю Ваньтін Лу Цзінцзін                | 1–6, 2–6                |
| Перемога  | 23.  | 13 липня 2008     | ITF Токіо, Японія             | Килим    | Chang Kyung-mi      | Ока Аюмі Варатчая Вонгтінчай          | 3–6, 6–2, [10–7]        |
| Перемога  | 24.  | 6 вересня 2008    | ITF Go Yang, Південна Корея   | Тверде   | Chang Kyung-mi      | Kim So-jung Маекава Аяка              | 7–5, 3–6, [10–5]        |
| Перемога  | 25.  | 13 вересня 2008   | ITF Go Yang, Південна Корея   | Тверде   | Chang Kyung-mi      | Cho Jeong-a Kim Ji-young              | 6–3, 4–6, [10–8]        |
| Поразка   | 26.  | 13 жовтня 2008    | ITF Макінохара, Японія        | Килим    | Хань Сіньюнь        | Нацумі Хамамура Намігата Дзюнрі       | 5–7, 6–7(4)             |
| Поразка   | 27.  | 29 березня 2009   | ITF Веллінгтон, Нова Зеландія | Килим    | Kim Hae-sung        | Kim So-jung Маекава Аяка              | 4–6, 4–6                |
| Поразка   | 28.  | 14 вересня 2009   | ITF Нью-Делі, Індія           | Тверде   | Shin Jung-yoon      | Мое Каватоко Мікі Міямура             | 6–2, 2–6, [6–10]        |
| Поразка   | 29.  | 20 серпня 2011    | ITF Тайбей, Тайвань           | Тверде   | Kim Hae-sung        | Міябі Іноуе Танака Марі               | 5–7, 6–2, [7–10]        |